# Noordelijk kampioenschap hockey heren 1942/43
Het Noordelijk kampioenschap hockey heren 1942/43 had de 14e editie van deze Nederlandse veldhockeycompetitie moeten worden. De kampioenswedstrijd werd echter niet meer gespeeld.

## Competitie
Evenals vorig seizoen was er dit seizoen geen sprake van een noodcompetitie. De promotieklasse was wederom in een A en een B afdeling onderverdeeld. De kampioenen van deze afdeling A en B zouden aan het einde van de competitie in een beslissingswedstrijd strijden om de noordelijke titel. Deze laatste wedstrijd van het seizoen vond echter geen doorgang. Onder de beide promotieklassen werden evenals vorig jaar een 2e klasse A en B alsmede een 3e klasse ingericht. De promotieklasse A bevatte verenigingen uit Groningen en Drenthe. Promotieklasse B bestond uit verenigingen uit Friesland, Groningen en Drenthe. In A eindigde Groningen met 18 punten op de eerste plaats. In B eindigde als kampioen de kansloze nummer laatst van het vorige seizoen MHV. Waar vorig jaar 0 punten werden gehaald sprokkelde MHV er dit jaar 15 bijeen waarmee het een punt voorsprong had op LHC. Groningen was met haar 1e, 2e en 3e elftal vertegenwoordigd in de promotieklasse.

## Promotie en degradatie
Er was dit seizoen wederom geen sprake van promotie of degradatie. De reserveteams van Groningen verdwenen na dit seizoen uit de promotieklasse, evenals GCHC. Kampioen van de 2e klasse A werd net als vorig jaar Dash II, in 2 B eindigde Groningen IV bovenaan. Dash III was het beste team in de derde klasse.

## Eindstand Promotieklasse A
| pos | club          | gs | w | g | v  | pnt | dv | dt  | ds  |
| --- | ------------- | -- | - | - | -- | --- | -- | --- | --- |
| 1.  | Groningen     | 10 | 8 | 2 | 0  | 18  | 47 | 9   | +38 |
| 2.  | Groningen III | 10 | 7 | 1 | 2  | 15  | 30 | 20  | +10 |
| 3.  | HVA           | 10 | 4 | 3 | 3  | 11  | 31 | 17  | +14 |
| 4.  | GHBS          | 10 | 3 | 2 | 5  | 8   | 16 | `25 | -9  |
| 5.  | Dash          | 10 | 4 | 0 | 6  | 8   | 16 | 32  | -16 |
| 6.  | HCW           | 10 | 0 | 0 | 10 | 0   | 7  | 44  | -37 |

## Eindstand Promotieklasse B
| pos | club         | gs | w | g | v | pnt | dv | dt | ds  |
| --- | ------------ | -- | - | - | - | --- | -- | -- | --- |
| 1.  | MHV          | 10 | 7 | 1 | 2 | 15  | 21 | 10 | +11 |
| 2.  | LHC          | 10 | 6 | 2 | 2 | 14  | 23 | 10 | +13 |
| 3.  | Sneek        | 10 | 6 | 1 | 3 | 13  | 24 | 14 | +10 |
| 4.  | Groningen II | 10 | 4 | 1 | 5 | 9   | 19 | 14 | +5  |
| 5.  | Rap.         | 10 | 3 | 0 | 7 | 6   | 17 | 22 | -5  |
| 6.  | GCHC         | 10 | 1 | 1 | 8 | 3   | 8  | 42 | -34 |

1928/29 · 1929/30 · 1930/31 · 1931/32 · 1932/33 · 1933/34 · 1934/35 · 1935/36 · 1936/37 · 1937/38 · 1938/39 · 1939/40 · 1940/41 · 1941/42 · 1942/43 · 1943/44 · 1944/45 · 1945/46 · 1946/47 · 1947/48 · 1948/49 · 1949/50 · 1950/51 · 1951/52 · 1952/53 · 1953/54 · 1954/55 · 1955/56 · 1956/57 · 1957/58 · 1958/59 · 1959/60 · 1960/61 · 1961/62 · 1962/63 · 1963/64 · 1964/65 · 1965/66 · 1966/67 · 1967/68 · 1968/69 · 1969/70 · 1970/71 · 1971/72 · 1972/73